# The Terrifics
Los Terribles (en inglés, The Terrifics), es un grupo de superhéroes, perteneciente a la editorial DC Comics, creado por el escritor Jeff Lemire y el dibujante Ivan Reis.

## Historia
The Terrifics son un grupo de superhéroes y aventureros que visitan el Dark Multiverse . El equipo se formó por primera vez cuando Mister Terrific descubrió el plan de Simon Stagg para abrir un portal en el Dark Multiverse al obligar a Metamorpho a transformarse en  Metal Nth . Mr. Terrific trae a Plastic-Man debido a su inmunidad al Dark Multiverse, los dos intentan forzar a Stagg a cerrar el portal solo para que los tres héroes ingresen al portal. Los tres se descubren en un mundo sin vida donde se encuentran con una joven llamada Phantom Girl . Al reunirse con ella, el equipo supo que había estado atrapada en un estado intangible desde que era niña y no tenía idea de enviar una señal. Mientras explora el mundo, el equipo se encuentra con un ordenador que se encuentra en las entrañas de un robot gigante. Cumplen con un holograma de Tom Strong que revela que son necesarios para salvar el universo. Después de que los cuatro regresan a su mundo, Mister Terrific intenta dejarlos atrás en el complejo de Stagg mientras se aventura al multiverso por su cuenta. Sin embargo, pronto se revela que los cuatro héroes serán atraídos hacia sí. Se revela que, debido a la energía del Dark Multivere, los cuatro héroes están unidos cósmicamente. Así los cuatro héroes no pueden ir por caminos separados. Mister Terrific llega a un compromiso con Stagg para usar sus instalaciones para probar su vínculo y explorar el Dark Multiverse.
- Datos: Q60969392